# النقائض
النقائض هي قصائد الهجاء التي وقعت في العصر الأموي بين جرير والفرزدق، حيث كان كل منهم يمدح في نفسه ويذم الآخر بقصائده مع التقيد بوزن وقافية القصيدة المذمومة.

## نقائض جرير والفرزدق
هي معركة شعرية في عصر بني أمية اشتبك فيها أعظم شاعرين في العصر الأموي وكلاهما من بني تميم، الشاعر همام بن غالب الدارمي التميمي المعروف بالفرزدق والشاعر جرير بن عطية اليربوعي التميمي. وكانت هذه المعركة الشعرية تعمد إلى هجاء كل من الشاعرين لصاحبه والافتخار عليه وفي المقابل الشاعر الآخر يرد على صاحبه، دامت النقائض الشعرية بين الفرزدق وجرير إلى أن توفي الأول سنة 114 هجرية، لكن هذه المعركة الشعرية لم تفسد الود بين الشاعرين، فالمتطلع لكتب الأدب والشعر يتحسس شيئاً من هذا القبيل.

ومن النقائض بينهما، يقول الفرزدق:
إن الذي سمك السماء بنى لنا بيتاً دعائــــــــمهُ أعزُ وأطولُ
بيتاً زُرارة محتبٍ بفنائِـــــــه ومجاشع وأبو الفوارس نهشلُ
لايحتبي بفناء بيتك مثلهـــــم أبداً إذا عد الفعـــالُ الأفضـــلُ
فيجيبه جرير:
أخزى الذي سمك السماء مجاشعاً وبنى بناءك في الحضيض الأسفَلٍِِِ
بيتـــــاً يحمحم قينكـــــم بفنائـــــهِ دنســاً مقاعــده خبيــــث المدخَـــلٍِِِ
قُتل الزبير وأنت عاقـدُ حبوةٍ تبـاً لحـبـوتـك التـي لـم تحــلـلِ
وافاكَ غدرُكَ بالزبير على منى ومجر جعثـنـكم بذات الحرملِ
بات الفرزدق يستجيـر لنـفـسه وعجان جعثن كالطريقِ ِالمُعمِلِ
ويقول الفرزدق:
حُـلـُلُ المُلوكُ لباسُنا في أهلنا والسابغاتِ إلى الوغى نتسربلُ
فيجيبه جرير:
لا تذكروا حلـلَ الملوكِ فإنكم بعد الزبيرِ كحائض ٍ لم تغـْسِـلِ
ويقول الفرزدق:
أحلامنا تزن الجبال رزانة ً وتخـــالُـنــا جنـــًا إذا مانجهــلُ
أنا لنضرب رأس كل قبيلةٍ وأبـوك خـلف أتــانـه يــتـقمــلُ
فيجيبه جرير:
أبلغ بني وقبانَ أن حلومَهُم خَفـتْ فلا يزنـونَ حبَـةَََ َخردَلِ